# Muhámmad bin Saúd
Muhámmad bin Saúd (en árabe: محمد بن سعود ‎: محمد بن سعود; fallecido en 1765) fue el emir de Diríyyah y está considerado el fundador del Primer Estado Saudí y de la dinastía Saúd, los cuales son técnicamente nombrados por su padre Saúd ibn Muhámmad ibn Muqrin (fallecido en 1725). Saúd fue el jefe (emir) de un poblamiento agrícola cercano denominado Diríyah; además, fue un ambicioso guerrero.

## Alianza con Muhámmad bin Abd ul-Wahhab
Los orígenes de su alzamiento al poder fueron en la ciudad de Diríyyah, donde conoció a Muhámmad ibn Abd ul-Wahhab, quien acudió a Ibn Saúd para su protección. Formaron una alianza en 1744 la cual estuvo formalizada por la boda del hijo de Muhámmad bin Abd ul-Wahhab, Abd ul-Aziz, hijo y sucesor de Bin Saúd. Tras esto, los descendientes de Muhámmad bin Saúd y los descendientes de Bin Abd ul-Wahhab, Al ash-Sheikh quedaron estrechamente enlazados.
Utilizando la ideología de Ibn Abd ul-Wahhab, Bin Saúd ayudó establecer la Casa de Saúd entre otras fuerzas en la península arábiga. El uso de la religión como la base para legitimidad diferenció la Casa de Saúd de otros clanes.

## Primer Estado Saudí

Bandera del Primer Estado Saudí.

Bajo las normas del Imperio Otomano, Bin Saúd fue considerado el fundador del que más tarde sería conocido como el Primer Estado Saudí. La manera en la que instaló su gobierno ha servido como modelo para gobernantes de la Casa de Saúd hasta la actualidad. El gobierno estuvo basado en principios islámicos y en la shura. Gobernó hasta su muerte en 1765 y después, su hijo Abd ul-Aziz ibn Muhámmad, fue el segundo gobernante del Primer Estado saudí.

## Legado
Muhámmad bin Saúd, como fundador del Reino que se situaba en la actual Arabia Saudita, se ha conmemorado a su persona, instaurando su nombre en la Universidad islámica Imam Muhámmad ibn Saúd (Imam Muhammad ibn Saud Islamic University) en el año de su fundación, en 1974.